# Říkov
Říkov, bis 1990 Řikov (deutsch Rikow) ist eine Gemeinde in Tschechien. Sie liegt acht Kilometer nordöstlich von Jaroměř und gehört zum Okres Náchod.

## Geographie

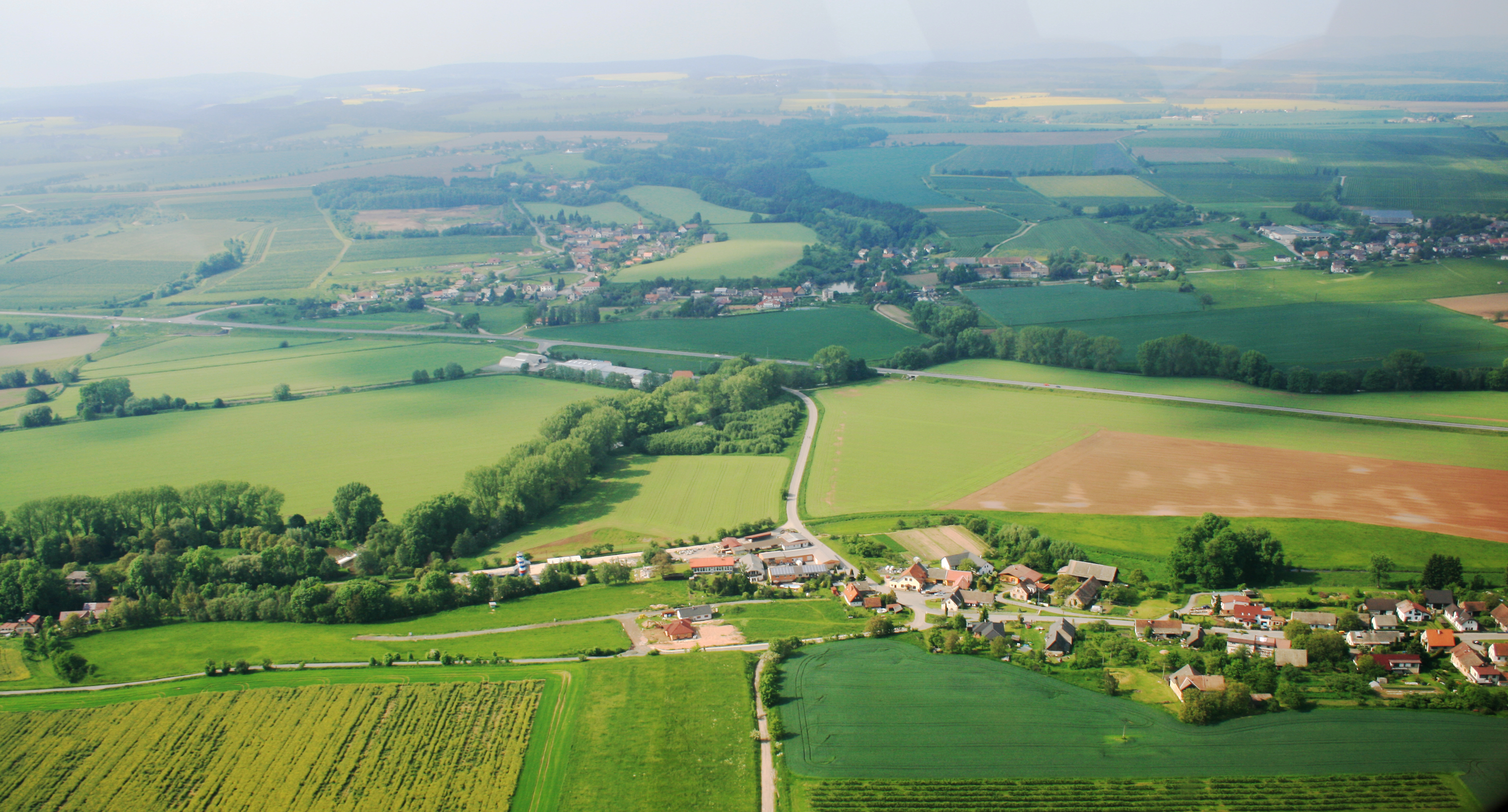
Luftaufnahme

Říkov befindet sich auf einer Anhöhe am linken Ufer des Flusses Úpa gegenüber der Einmündung des Baches Válovický potok. Östlich liegt der Stausee Rozkoš. Im Norden verläuft die Staatsstraße 33 zwischen Náchod und Jaroměř. Südöstlich wird das Dorf von der Eisenbahnstrecke Jaroměř-Trutnov umfahren, die Bahnstation Velká Jesenice liegt anderthalb Kilometer südlich von Říkov.
Nachbarorte sind Velký Třebešov, Malý Třebešov und Zájezd im Norden, Malá Skalice und Česká Skalice im Nordosten, Spyta im Osten, Velká Jesenice im Südosten, Nový Dvůr und Volovka im Süden, Doubravice u České Skalice im Südwesten, Dolany im Westen sowie Svinišťany im Nordwesten.

## Geschichte
Říkov wurde im Jahre 1366 erstmals urkundlich erwähnt.
1837 errichtete Hermann Dietrich Lindheim nordöstlich von Rikow auf Kleinskalitzer Fluren an der Aupa eine große Baumwollspinnerei. Nach der Aufhebung der Patrimonialherrschaften bildete Řikov ab 1850 eine Gemeinde im Bezirk Dvůr Králové nad Labem. Ab 1880 war das Dorf zum Bezirk Nové Město nad Metují zugehörig und wurde zum Ende des 19. Jahrhunderts in den Bezirk Náchod umgegliedert. Nach dem Zweiten Weltkrieg wurde Řikov zum Okres Jaroměř umgegliedert. Dieser wurde zum 1. Januar 1961 aufgelöst. Im Zuge dieser Gebietsreform wurde Řikov zum Ortsteil von Česká Skalice im Okres Náchod. Am 24. November 1990 erfolgte die Änderung des Ortsnamens in Říkov. Mit Beginn des Jahres 1993 entstand die Gemeinde Říkov.
Südöstlich des Dorfes in Richtung Velká Jesenice befindet sich an der Eisenbahn ein Gewerbegebiet. Im Osten befindet sich an der Staatsstraße das Werksgelände des Unternehmens Gondella CZ.

## Ortsteile
Für die Gemeinde Říkov sind keine Ortsteile ausgewiesen.

## Sehenswürdigkeiten
- Kapelle an der Dorfstraße